# Casa de las Academias Nacionales
El edificio denominado Casa de las Academias Nacionales se encuentra ubicado en la avenida Alvear n° 1711 en su esquina con la calle Rodríguez Peña, de la ciudad de Buenos Aires, Argentina y fue inaugurado en 1925. Fue diseñado como inmueble de renta por el arquitecto Alejandro Bustillo, el Estado Nacional lo adquirió en 1973 y 2002 fue declarado monumento nacional en 2002. Desde 1980 está ocupado por las academias nacionales de Ciencias Morales y Políticas, de Derecho y Ciencias Sociales de Buenos Aires, de Agronomía y Veterinaria, de Ciencias de Buenos Aires y de Ciencias Exactas, Físicas y Naturales, además de dependencias de la Secretaría de Cultura de la Nación.

## Descripción

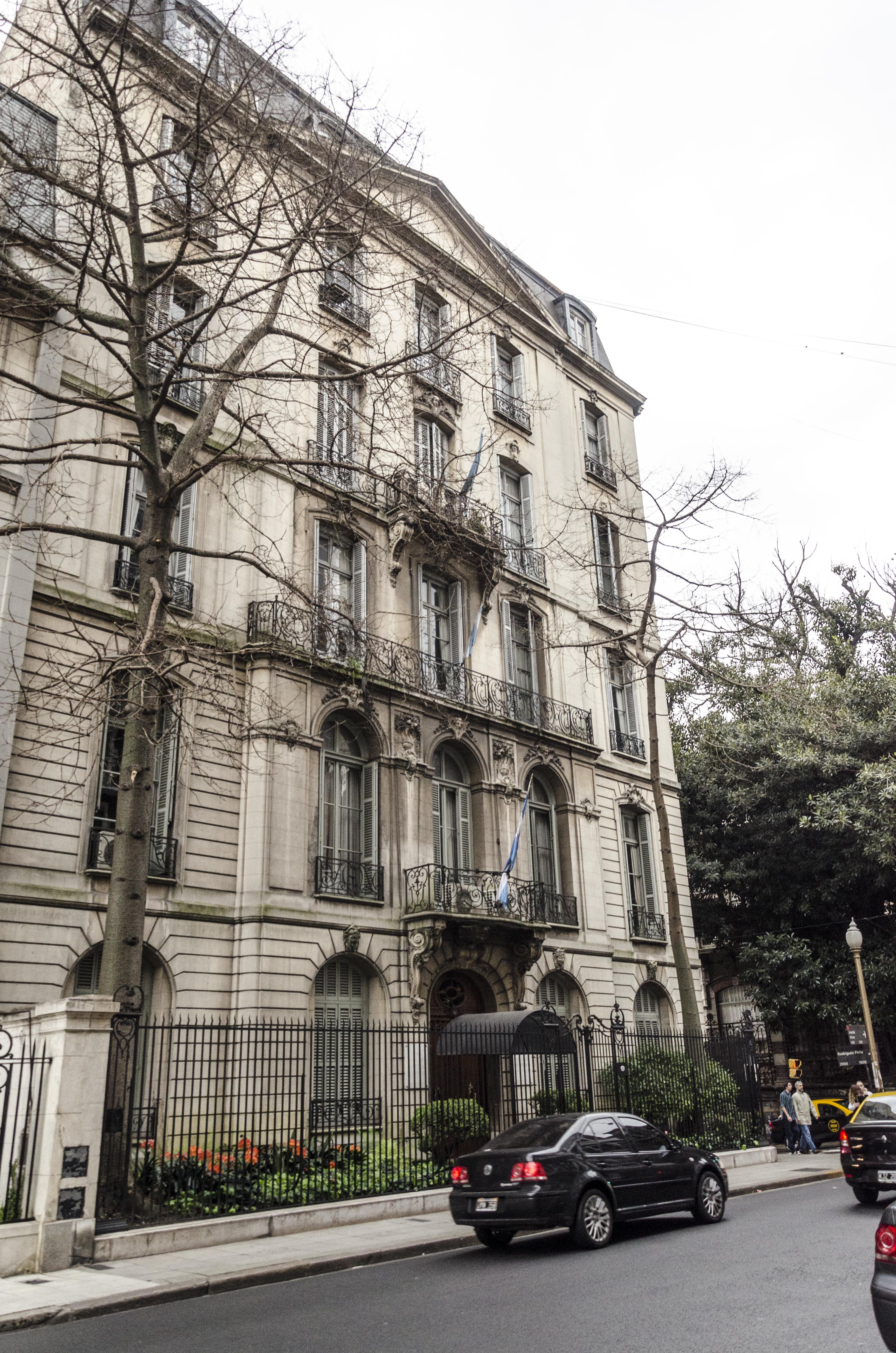
Frente de la Casa de las Academias Nacionales.

La obra tiene planta baja y cuatro pisos con azotea, con ambientes que abren al frente y al contrafrente, organizados alrededor de un patio interior. Sus fachadas están revestidas en símil piedra París y es de neto estilo francés. Posee almohadillado simulado en la planta baja y en la planta noble, y está rematada en un frontis sin ornamentar junto a una mansarda de pizarra. Está ubicada en la Avenida Alvear 1711, esquina Rodríguez Peña, y en la misma esquina, en diagonal en Avenida Alvear 1690, está el Palacio Casey, una de las antiguas residencias aristocráticas de esta avenida, que actualmente es sede del Ministerio de Cultura de la Nación.

## Historia
El edificio fue diseñado en 1925 por el arquitecto Alejandro Bustillo (Buenos Aires, 18 de marzo de 1889 - ibídem, 3 de noviembre de 1982), un pintor, escultor y académico argentino considerado uno de los arquitectos más relevantes de la historia de Argentina. Bustillo diseñó numerosas obras arquitectónicas públicas y privadas, entre las que se cuentan el Hotel Llao Llao, el Complejo Bristol que incluye el Hotel Provincial y el Casino de Mar del Plata, la casa central del Banco de la Nación Argentina, el banco Tornquist, el Hotel Continental y viviendas como la de Victoria Ocampo.
El edificio estaba destinado a casa de renta y en 1968 el expresidente de la Academia Nacional de Agronomía y Veterinaria José María Bustillo, hermano del arquitecto Bustillo, tomó conocimiento del propósito de los propietarios de demolerlo por lo que solicitó al subsecretario de Cultura y Educación de la Nación Julio César Gancedo que se tomaran medidas para evitarlo. Por su parte el arquitecto Alberto Prebisch, por entonces presidente de la Academia Nacional de Bellas Artes, apoyó la gestión considerando que era una obra de “real mérito arquitectónico”. Estas gestiones culminaron cuando por resolución N° 3621 del 29 de diciembre de 1972 del Ministro de Cultura y Educación Gustavo Malek se dispuso la adquisición del edificio en la suma de $ 7.350.000.— con destino a las Academias Nacionales de Agronomía y Veterinaria, Derecho y Ciencias Sociales, Ciencias Morales y Políticas y Ciencias de Buenos Aires, expresándose en los considerandos que «dicho edificio une a la exquisita belleza de su estilo que ya desaparece, la austeridad y majestad propia de las instituciones que en él habrán de alojarse», a la vez que permite el «desarrollo de o de las actividades académicas dentro del marco de brillo y solemnidad que su accionar exige». Para cuando el 9 de abril de 1973 se firmó la escritura de venta, una de las academias involucradas había logrado la donación del artístico artefacto de iluminación existente en el vestíbulo del edificio. Las Academias no llegaron a instalarse porque por decreto N° 114, del 14 de enero de 1974 se asignó el edificio a dependencias y organismos del Ministerio de Educación, que instaló allí su sede. Las Academias comenzaron gestiones reiteradas para procurar revertir la medida, que recién tuvieron éxito cuando el 27 de marzo de 1979 el Secretario de Cultura Raúl Máximo Crespo Montes dispuso que el edificio volviera a su destino original y fue así que desde 1980 se alojan allí varias Academias Nacionales además de dependencias de la Secretaría de Cultura.